# 広州日本人学校
広州日本人学校（こうしゅうにほんじんがっこう、中: 广州日本人学校）は、中華人民共和国広東省広州市黄浦区広州科学城にある小中一貫の日本人学校である。

## 概要
広州日本商工会が会員企業から寄付金を集め、在広州日本国総領事館の支援を得て1995年4月に設立した私立学校である。同年6月13日には、1995年4月設立。同年6月13日には中華人民共和国教育部より認可を受けた。
生徒数は2024年4月時点で388名、教職員数は2023年4月時点で39名。入学には日本国籍及び有効なビザが必要である。
建物は小学部棟と中学部棟があり、どちらも中心に中庭がある。グラウンドは遊具と活動域に分かれており、広さは200mほどである。現在の建物は2003年に建てられたものである。

## 歴史
広州日本人学校は、1982年に開校した日本語補習授業校を前身とする。その後、広州日本商工会が寄付金を会員企業から集め、現地の総領事館の支援の元、1995年に正式に日本人学校となった。敷地内には姉妹校のオイスカ広州日本語幼稚園がある。

## アクセス
広州地下鉄21号線神舟路駅が最寄駅であるが、学校への通学は原則登校バスのみ認められている。2023年8月現在、登校バスは13台ある。自家用車登校も可能。